# Iphiaulax curticaudatus
Iphiaulax curticaudatus är en stekelart som beskrevs av Roy D. Shenefelt 1978. Iphiaulax curticaudatus ingår i släktet Iphiaulax och familjen bracksteklar. Inga underarter finns listade i Catalogue of Life.